# Uvaria andamanica
Uvaria andamanica este o specie de plante angiosperme din genul Uvaria, familia Annonaceae, descrisă de George King. Conform Catalogue of Life specia Uvaria andamanica nu are subspecii cunoscute.